# Alice
Alice er et oprindeligt fransk og engelsk pigenavn, som er almindeligt i mange lande i verden. Det var det mest populære fornavn for nyfødte piger i Sverige i 2012.[kilde mangler]
Varianten Alicia er almindelig i mange spansktalende lande, mens Alyssa er populært i bl.a. USA, Canada og Australien og Alisa i bl.a. Rusland, Ukraine og Finland.
Navnet Alice har svensk navnedag den 23. juni, og finlandssvensk navnedag den 14. juli.
I 2014 forbød indenrigsministeriet i Saudi-Arabien at navngive nyfødte børn Alice.

## Etymologi
Navnet Alice er en fransk og engelsk yngre form af Aliz (også skrevet Aalis), som er en gammelfransk kortform af Adaleiz (Adelais). Adaleiz er en gammeltysk kæleform af Adalheid, sammensat af adal ("ædel") og heit ("type", "sort", "udseende").

## Kendte personer med navnet
- Alice Babs (1924−2014), svensk musiker og skuespillerinde.
- Alice Connor (født 1990), engelsk skuespillerinde.
- Alice Cooper (født 1948), amerikansk mandlig sanger og musiker.
- Alice Munro (født 1931), canadisk forfatter.
- Alice O'Fredericks (1900−1968), dansk-svensk filminstruktør.
- Alice Tumler (født 1978), østrigsk tv-vært.
- Alice Vestergaard (født 1937), dansk journalist og tidligere chefredaktør.
- Alice Walker (født 1944), amerikansk forfatter.

## Navnet anvendt i fiktion
- Alice Cullen er en fiktiv karakter i Twilight. Hun spilles af Ashley Greene.
- Alice i Eventyrland er en børnebog fra 1865 af Lewis Carroll. Den er blevet filmatiseret flere gange.
- Alice Longbottom er en fiktiv karakter fra Harry Potter skrevet af J.K Rowling

## Anden brug af navnet
- Alice & Rita, en dansk sangduo.
- Alice og Bob, en konvention indenfor kryptologi og fysik.
- Alice Deejay, en hollandsk musikgruppe.